# Catherine Pujol
Catherine Pujol (6 de abril de 1960) é uma política do Reagrupamento Nacional da França, que desde 2020 representa o segundo círculo eleitoral dos Pirenéus Orientais na Assembleia Nacional.

## Carreira política
Nas eleições legislativas francesas de 2017, Pujol foi a candidata substituta de Louis Aliot no segundo círculo eleitoral dos Pirenéus Orientais. Pujol tornou-se membro da Assembleia Nacional após a eleição de Aliot como prefeito de Perpignan devido ao duplo mandato.